# Monterey (Schiff, 1990)
Die USS Monterey (CG-61) ist ein ehemaliger Lenkwaffenkreuzer der United States Navy und gehört der Ticonderoga-Klasse an. Der Name leitet sich von der Schlacht von Monterrey während des Mexikanisch-Amerikanischen Kriegs ab.

## Geschichte
CG-61 wurde 1984 in Auftrag gegeben und 1987 bei Ingalls Shipbuilding auf Kiel gelegt. Nach wenig mehr als einem Jahr lief der Kreuzer vom Stapel und wurde getauft. Im Sommer 1990 fand die Indienststellung in die Flotte der US Navy statt.
Im Sommer 1993 verlegte die Monterey an der Seite der America ins Mittelmeer und den Indischen Ozean. Im Mittelmeer nahm die Kampfgruppe an den Operationen Deny Flight, Provide Promise und Sharp Guard teil, auf dem Weg in den Indik aus dem Roten Meer an der Operation Southern Watch und schließlich dann an Operation Continue Hope.
1996 löste der Kreuzer die Mississippi im Mittelmeer ab. Im Januar fuhr die Monterey mit der russischen Admiral Kusnezow eine Übung, im Sommer folgte eine einjährige Überholung. 1998 wurde die Monterey an der Seite der John C. Stennis eingesetzt, 1999 dann neben John F. Kennedy. 2001 nahm sie an der Übung UNITAS teil, nach den Terroranschlägen am 11. September fuhr sie mit George Washington vor New York City. 2002 verlegte sie mit dem Träger im Rahmen der Operation Enduring Freedom.
2004 wurde das Schiff wieder einem neuen Flugzeugträger zugewiesen; mit der Harry S. Truman stand eine Übung im Mittelmeer an. Während der Übung Partnership of the Americas beschützte der Kreuzer wieder die Washington, 2007 war er Flaggschiff der Standing NATO Maritime Group 2 im Mittelmeer, später wurde er durch die Roosevelt abgelöst. Die Monterey nahm im Mai 2008 an der New York Fleet Week teil, Führungsschiff der Gruppe war die Kearsarge. Im August verlegte der Kreuzer an der Seite der Theodore Roosevelt Richtung Mittelmeer und von dort weiter in den Indischen Ozean. Dort war die Monterey Teil der Combined Task Force 151, die zur Bekämpfung der Piraterie vor der Küste Somalias eingesetzt wurde. Am 3. März 2009 startete der Helikopter des Kreuzers, der einen Angriff auf das Handelsschiff Courier verhinderte. Das Piratenschiff wurde später von der deutschen Fregatte Rheinland-Pfalz aufgebracht, die Besatzung inhaftiert und nach Kenia verbracht.
Im März 2011 verlegte die Monterey in europäische Gewässer, wo sie im Rahmen der National Missile Defense fuhr. Diese Fahrt wurde im September 2011 verlängert, nachdem der Kommandant der als Ablösung vorgesehenen The Sullivans von seinem Kommando entbunden worden war.
Beim Luftangriff auf Damaskus und Homs am 14. April 2018 beteiligte sich die Monterey mit dem Einsatz von 30 Tomahawk-Marschflugkörper vom Roten Meer aus.
Die Monterey wurde am 16. September 2022 in Naval Station Norfolk aus dem Dienst verabschiedet. Sie wurde am 30. September 2022 außer Dienst gestellt und aus der Flottenliste gestrichen. Über den weiteren Verbleib wurden im Jahr 2022 keine Angaben gemacht.